# 牟呂村
牟呂村（むろむら）は、かつて愛知県渥美郡にあった村である。
現在の豊橋市の一部（神野新田町・往完町・牟呂町・牟呂水神町・牟呂外神町・牟呂大西町・牟呂公文町・牟呂中村町・牟呂市場町など）に該当する。

## 歴史
- 1884年（明治17年） - 磯辺村の一部（上牟呂、中牟呂、下牟呂、富田新田、松島新田）が、牟呂村として分立する[1]。
- 1889年（明治22年）10月1日 - 町村制により、牟呂村が発足[1]。
- 1891年（明治24年）4月9日 - 当村地先の海面埋立地（毛利新田、後の神野新田）の一部を編入[1][2]。
- 1894年（明治27年）6月20日 - 吉田方村・牟呂村地先海面埋立地の一部（西吉前新田）を編入[1][2]。
- 1906年（明治39年）7月1日 - 吉田方村と合併し、牟呂吉田村が発足。同日牟呂村は廃止となる[1]。

## 教育
- 牟呂尋常高等小学校（現・豊橋市立牟呂小学校）